# Jin Ji-hee
Jin Ji-hee (* 25. März 1999 in Seoul) ist eine südkoreanische Schauspielerin und Synchronsprecherin. Bekanntheit erlangte sie durch ihre Rollen in Filmen und Serien wie Hansel & Gretel oder The Penthouse: War in Life.

## Leben
Jin Ji-hee begann ihre Schauspielkarriere bereits 2003 in ihrem fünften Lebensjahr. Ihr Filmdebüt gab sie 2005 in einer Nebenrolle im Horrorfilm Cello. Im Jahr darauf sprach Jin Ji-hee die Schwester von Klopfer in der koreanischen Fassung des Zeichentrickfilms Bambi 2 – Der Herr der Wälder.
2007 war Jin Ji-hee in einer größeren Rolle als Kim Jung-soon im Mysteryfilm Hansel & Gretel zu sehen. 2010 folgte eine weitere Synchronrolle als Sprecherin in der koreanischen Fassung des Dokumentarfilms Unsere Ozeane. Zu ihren Fernsehauftritten zählten 2011 60 Folgen der Historienserie Insu, the Queen Mother, in der sie die junge Song-yi spielte. Im Episodenfilm Doomsday Book spielte Jin Ji-hee 2012 die Hauptrolle in der Episode Happy Birthday. Eine weitere Hauptrolle erhielt sie 2014 als Ahn Chae-yool in der Jugend-Mysteryserie Schoolgirl Detectives.
Seit Juni 2019 steht Jin Ji-hee bei C-JeS Entertainment unter Vertrag. 2020 bis 2021 verkörperte sie in insgesamt 46 Folgen Yoo Jenny in allen drei Staffeln der Fernsehserie The Penthouse: War in Life. 2023 wirkte sie in einer der Hauptrollen in der zwölf Folgen langen Serie Perfect Marriage Revenge mit.
Im August 2022 gab Jin Ji-hee ihr Debüt als Moderatorin während der Eröffnungsfeier des Jecheon International Music & Film Festival.

## Filmografie (Auswahl)
- 2004: First Love of a Royal Prince (Hwangtaejaui Cheotsarang; Fernsehserie)
- 2005: Cello (Chello hongmijoo ilga salinsagan)
- 2006: Bambi 2 – Der Herr der Wälder (Bambi II; Synchronsprecherin)
- 2007: Hansel & Gretel (Hansel-gwa Gretel)
- 2009: Ja Myung Go (Fernsehserie)
- 2009–2010: High Kick Through the Roof (Jibungttulgo Haikik; Fernsehserie)
- 2010: Unsere Ozeane (Océans; Synchronsprecherin)
- 2011: Birdie Buddy (Beodibeodi; Fernsehserie)
- 2011: Insu, the Queen Mother (Insoo Daebi; Fernsehserie, 60 Folgen)
- 2012: Doomsday Book (Illyu Myeongmang Bogoseo)
- 2013: Boomerang Family (Goryeonghwa Gajok)
- 2013: Goddess of Fire (Bului Yeosin Jeong-i; Fernsehserie)
- 2014: The Huntresses (Joseonminyeo Samchongsa)
- 2014: Schoolgirl Detectives (Seonamyeogo Tamjungdan; Fernsehserie, 14 Folgen)
- 2015: The Throne (Sado)
- 2016: Becky’s Back (Baekiga Dorawatda; Fernsehserie, 4 Folgen)
- 2017: Fight for My Way (Ssam Maiwei; Fernsehserie, 2 Folgen)
- 2018: 100 Days My Prince (Baegirui Nanggunnim; Fernsehserie, eine Folge)
- 2020–2021: The Penthouse: War in Life (Penteuhauseu; Fernsehserie, 46 Folgen)
- 2023: Perfect Marriage Revenge (Wanbyeokan gyeolhon-ui jeongseok; Fernsehserie, 12 Folgen)